# 南廍福安宮
南廍福安宮位於臺灣臺南市官田區南廍里，是南廍聚落的庄頭廟，原主祀福德正神（土地公），清嘉慶21年（西元1816年）成立福德爺轎班會，歷年祭典均前往茅港尾請神明辦祭典，後因屢向他庄迎神，當地人認為恥辱，故於西元1913年成立南廍公厝，奉祀李、池、朱府千歲為主神，後又增吳、范府千歲，供奉五府千歲（王爺公）。
1988年信眾組織福安宮重建委員會，並在1992年建成今貌。

## 外部連結
地理科學資訊研究專題中心-南廍福安宮